# Abatocera keyensis
Abatocera keyensis is een keversoort uit de familie van de boktorren (Cerambycidae). De wetenschappelijke naam van de soort is voor het eerst geldig gepubliceerd in 1943 door Stephan von Breuning.